# Máximo Kirchner
Máximo Carlos Kirchner (La Plata, Buenos Aires. 16 de febrero de 1977)es un político argentino. Es diputado nacional desde 2019, además de ser fundador y actual líder de la agrupación política La Cámpora. Es hijo de los expresidentes de la República Argentina Néstor Kirchner y Cristina Fernández de Kirchner.  

## Biografía

### Comienzos
Pasó toda su infancia en Río Gallegos. Realizó sus estudios secundarios en el colegio República de Guatemala de esa ciudad. En la ciudad de Buenos Aires estudió durante unos meses periodismo y luego abogacía; pero no concluyó ninguna de las dos carreras.
En 2006 fundó la organización política juvenil La Cámpora, que lideró en sus comienzos. Luego cedió su conducción al exdiputado nacional Andrés Larroque. Sin embargo, se mantiene como uno de los principales referentes de dicha agrupación.
Formó una unión de hecho con la odontóloga Rocío García, con quien tuvo dos hijos: Néstor Iván, que nació en el Sanatorio Otamendi en 2013 en la ciudad de Buenos Aires, y Emilia, en la ciudad de Río Gallegos en 2016. En 2018 se separó de su mujer luego de casi 10 años de convivencia.

### Primera aparición pública
El 13 de septiembre de 2014, de cara a las elecciones generales de 2015, La Cámpora organizó un acto en apoyo a la entonces presidenta Cristina Fernández de Kirchner. De acuerdo con los organizadores, el propósito del evento fue "asumir la continuidad de este proyecto, en defensa de la soberanía nacional", aunque en realidad sirvió de homenaje a la última aparición pública del expresidente Néstor Kirchner, en 2010.
El acto, al que según los organizadores asistieron 40 000 personas, fue realizado en el estadio del club Argentinos Juniors, en el barrio porteño de La Paternal. Se convocó bajo el lema "Irreversible", en alusión al impacto que tendrían las políticas del período kirchnerista. En esa oportunidad, Máximo Kirchner hizo su primera aparición pública como dirigente político y dio un discurso en el que, según consigna el diario La Nación en su edición del 14 de septiembre de 2014, "desafió [a la oposición] a competir con la candidatura de Cristina Fernández de Kirchner". Las palabras que pronunció al respecto fueron:

"(...) si Cristina está tan mal o es tan mala o no sirve, por qué si están tan interesados en terminar con esta experiencia política, si quieren acabar con el kirchnerismo, terminar, peronismo, pónganle el nombre que más le gusta a cada uno, por qué no dejan y compiten con Cristina, le ganan a Cristina y sanseacabó".
Máximo Kirchner

### Fundación de La Cámpora
Máximo Kirchner es uno de los fundadores del movimiento La Cámpora, una organización política orgánica que funcionó como espacio de militancia y apoyo oficialista durante el kirchnerismo. Aunque en general se indica que la organización habría funcionado desde el año 2003, su fundación formal está fechada para el 28 de diciembre de 2006. Ese día, la familia del expresidente Héctor J. Cámpora entregó al entonces presidente Néstor Kirchner los atributos presidenciales del exmandatario.
Desde entonces, y con un punto cúlmine en 2008, durante los conflictos entre el gobierno nacional y el agro, La Cámpora adquiriría un influjo cada vez mayor en la política nacional. Ese año además, el diputado nacional Andrés "Cuervo" Larroque pasaría a ocupar la dirigencia de la organización, que hasta entonces codirigían Juan Cabandié, José Ottavis y Mariana Gras.

### Diputado Nacional por Santa Cruz (2015-2019)
A comienzos del mes de abril de 2015 comenzó a especularse con una candidatura de Máximo Kirchner en las elecciones generales de octubre de ese año. El primer disparador fueron unos afiches que cubrieron el centro de la ciudad de Buenos Aires con la consigna «Máximo al gobierno, Cristina al poder», firmados por el Frente para la Victoria, Unidos y Organizados y por el Frente Transversal Nacional y Popular. El 20 de junio de ese año fuentes del Frente para la Victoria confirmaron la candidatura de Máximo Kirchner a diputado nacional por la provincia de Santa Cruz. Esta fue la primera vez que compitió por un cargo electivo.
En las elecciones primarias obligatorias de agosto de 2015, Máximo Kirchner encabezó la lista única de precandidatos a diputados nacionales del Frente para la Victoria por la provincia de Santa Cruz, que obtuvo el porcentaje de votos necesario para competir en las elecciones nacionales de octubre de ese año. En las elecciones del 25 de octubre de 2015, fue elegido Diputado Nacional por la provincia de Santa Cruz, cargo que asumió el 4 de diciembre de ese año.
Fue elegido como representante de la oposición en la Comisión Bicameral de control de los decretos de necesidad y urgencia. Además, es vocal en las comisiones de Energía y Combustibles, Minería, Juicio político y Libertad de expresión. En sus primeros tres años de mandato presentó como firmante, 23 proyectos de ley y dos resoluciones. Asimismo, cuenta en ese período con 186 votos afirmativos, 115 votos negativos, 9 abstenciones y 141 ausencias.
En noviembre de 2017 fue citado a indagatoria y posteriormente imputado, en el juicio denominado Hotelsur, en el que se investigaba el presunto delito de lavado de dinero. Fue sobreseído por inexistencia de delito en 2020.

### Diputado Nacional por la provincia de Buenos Aires (desde 2019)
En 2019 surge el Frente de Todos, una coalición entre el kirchnerismo, partidos progresistas, otros sectores del peronismo y el Frente Renovador. Máximo Kirchner fue elegido como diputado por la provincia de Buenos Aires en las elecciones de 2019. Sus pares lo nombraron jefe de bancada de la coalición en la Cámara de Diputados.
En los primeros meses de 2020, durante la pandemia del coronavirus, propuso un proyecto de ley para gravar a las personas con mayores patrimonios y destinar los fondos a morigerar las consecuencias económicas de la pandemia. El 28 de agosto de 2020, los diputados Máximo Kirchner y Carlos Heller (ambos del Frente de Todos) presentaron el proyecto conocido como «aporte extraordinario solidario», que alcanzaba a las 10 000 personas de mayores ingresos en el país, que permitiría una recaudación de 223 000 millones de pesos. El aporte por única vez fue de entre el 2 y el 3,5% del patrimonio, con un mínimo no imponible de hasta $200 millones.
El 31 de enero de 2022 renunció a la jefatura del bloque por no estar de acuerdo con el acuerdo con el FMI.
Leyes impulsadas:
- Adhesión provincial a la Ley Nacional de Reproducción Sexual.
- Regulación y Registro de Deudores Alimentarios.
- Creación del Registro Único de menores desaparecidos.
- Proyecto de “Ley de Reglamentación de Ventas y Expendio de Bebidas Alcohólicas
- Creación del Programa de Prevención de los Riesgos vinculados con el Esparcimiento Nocturno.

### Presidente del Partido Justicialista de la Provincia de Buenos Aires
En diciembre del 2021 asumió la presidencia del partido Justicialista provincial. Su elección fue impugnada por el expresidente y vicepresidente del Partido Justicialista, Fernando Gray.

## Historial electoral
|  | 46,30 % |

|  | 52,64 % |

|  | 43,71 % |